# Brückner Gletscher
Brückner Gletscher är en glaciär i Grönland (Kungariket Danmark).   Den ligger i kommunen Sermersooq, i den södra delen av Grönland, 600 km öster om huvudstaden Nuuk. Brückner Gletscher ligger 2 meter över havet.
Terrängen runt Brückner Gletscher är varierad. Havet är nära Brückner Gletscher åt nordost.  Trakten runt Brückner Gletscher är nära nog obefolkad, med mindre än två invånare per kvadratkilometer. Det finns inga samhällen i närheten. Trakten runt Brückner Gletscher är permanent täckt av is och snö.